# Gighera
Gighera es una comuna ubicada en el distrito de Dolj, Rumania.

## Superficie
Posee una superficie de 129,7 kilómetros cuadrados.

## Demografía
Hasta 2021 la población era de 2899 habitantes, con una densidad de población de 22,36 habitantes por kilómetro cuadrado.